# Monstera epipremnoides
Monstera epipremnoides là một loài thực vật có hoa trong họ Ráy (Araceae). Loài này được Engl. mô tả khoa học đầu tiên năm 1905.

## Hình ảnh

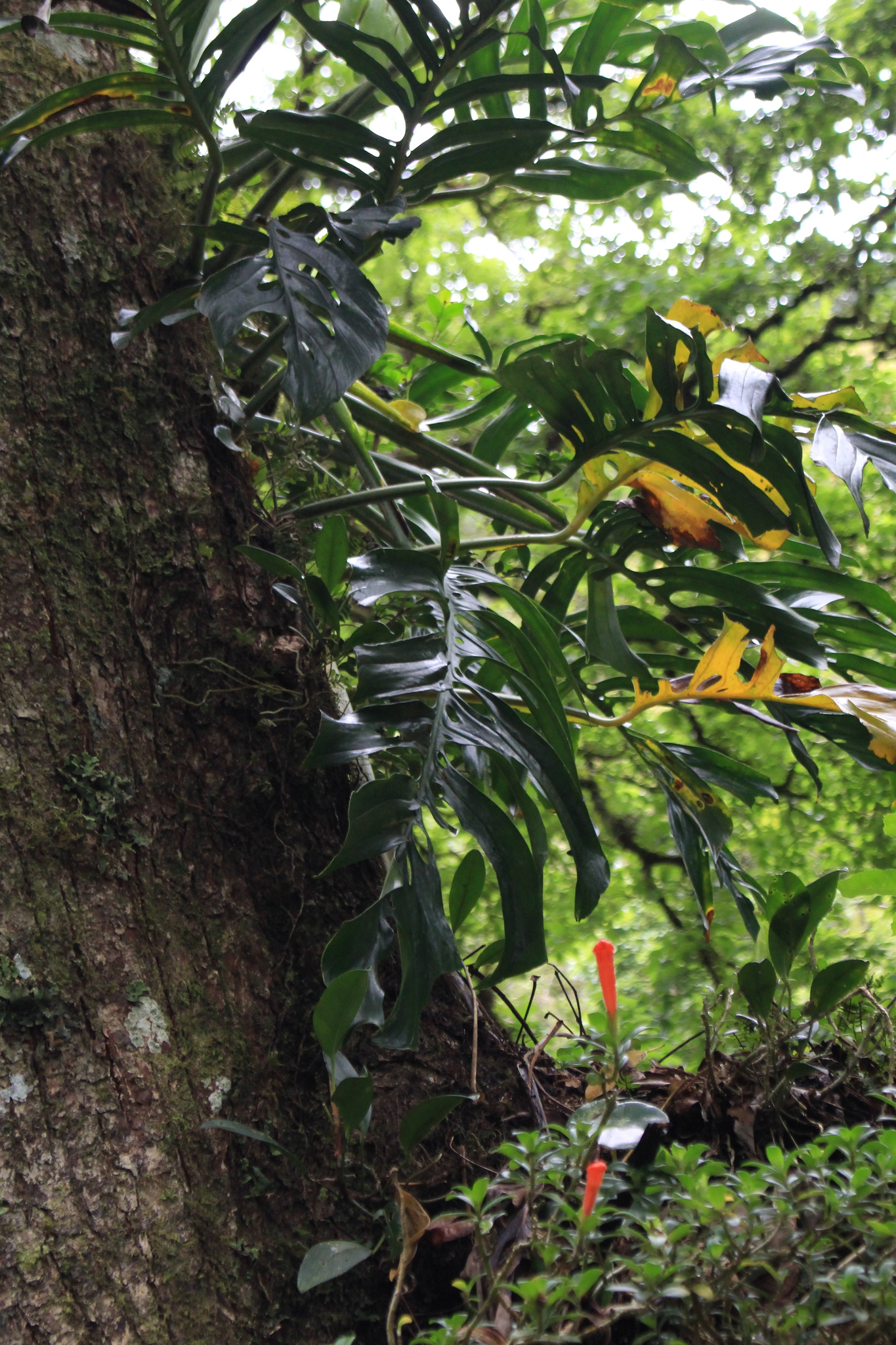
Monstera epipremnoides
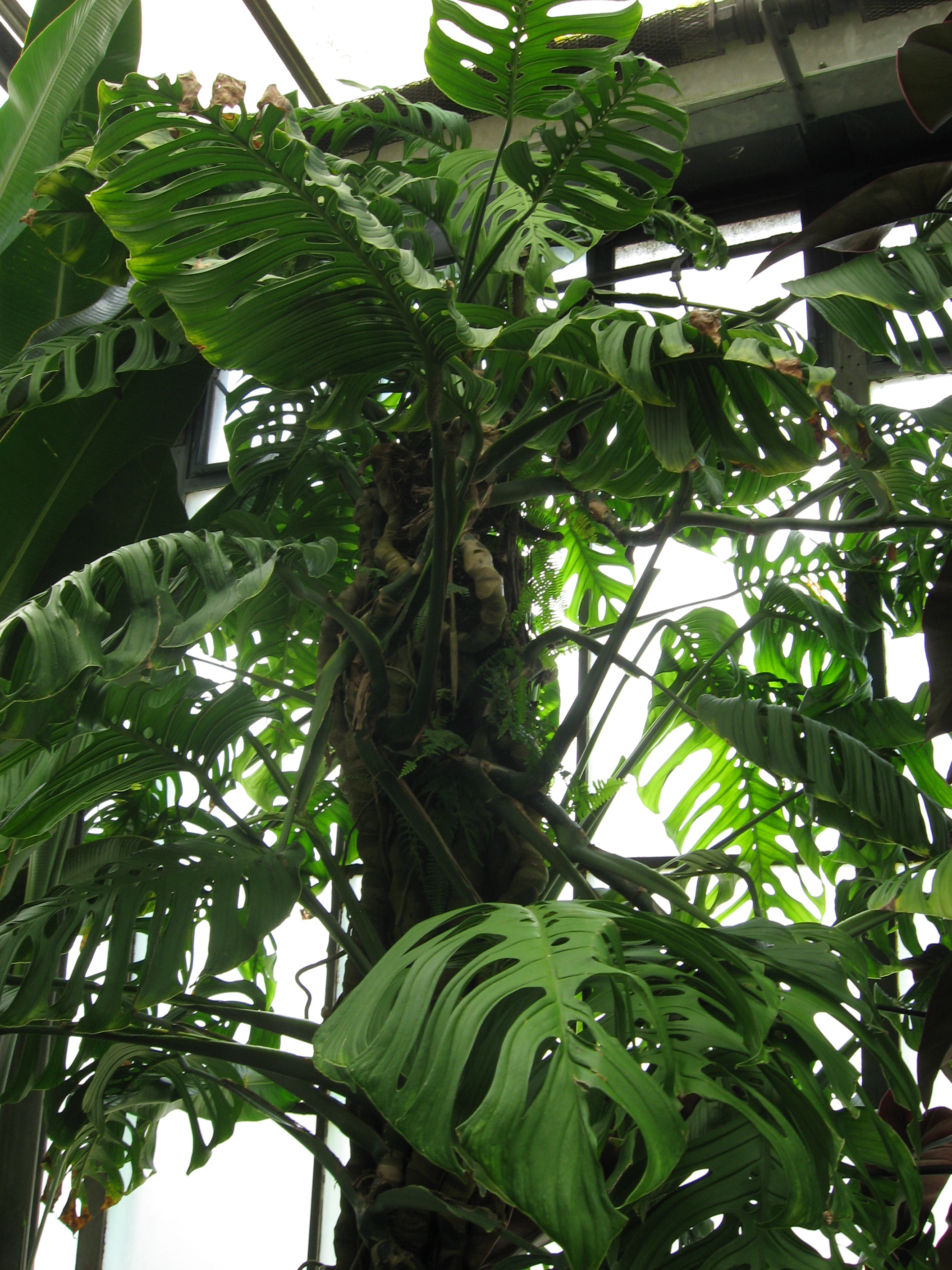
Monstera sp. aff. lechleriana 'Esqueleto': một loài thực vật chưa được mô tả về mặt khoa học và trước đây bị xác định nhầm là Monstera epipremnoides.